# Неватим (авиабаза)
Невати́м (ивр. נבטים‎) (официальное название: 28-я авиабаза — ивр. בח"א 28‎) — авиабаза ВВС Израиля, находящаяся в Южном округе Израиля. База расположена возле города Беэр-Шева. С 2011 года командование базой осуществляет бригадный генерал Ронен Симхи.

## История
Авиабаза была первоначально импровизированной взлётно-посадочной полосой, которая использовалась для воздушного сообщения отрядами Хаганы в 1947 году.
В октябре 1983 года на месте ВВП открылась авиабаза, названная «Неватим», и она была последней из авиабаз, созданных в результате эвакуации военно-воздушных сил из Синая, в соответствии с Кэмп-Дэвидскими соглашениями.
Одновременно с Неватим были созданы ещё 2 авиабазы (Рамон и Увда), при финансовой поддержке американской армии. В отличие от них, авиабаза Неватим была построена израильскими подрядчиками.
В ночь с 13-го по 14 апреля 2024 года незначительно повреждена вследствие ударов Ирана по Израилю.
Вечером 1 октября 2024 года база подверглась ракетному обстрелу со стороны Ирана, в ходе которого был нанесён небольшой ущерб вспомогательным постройкам. 
4 октября появились более детальные снимки авиабазы, предоставленные компанией Planet Labs. Согласно анализу американского эксперта Джеффри Льюиса[уточнить], территории базы достигли как минимум 32 ракеты; повреждения авиации и имущества по снимкам низкого качества достоверно оценить проблематично, но три из этих ракет нанесли реальный ущерб объектам на базе.

## Базирующиеся подразделения
- 103-я транспортная эскадрилья военно-транспортных самолётов «Локхид C-130 Геркулес» (ивр. טייסת 103‎);
- 116-я эскадрилья истребителей «F-16A/B Файтинг Фалкон» (ивр. טייסת 116‎);
- 120-я транспортная эскадрилья самолётов «Боинг 707» и «IAI SeaScan» (ивр. טייסת 120‎);
- 122-я эскадрилья самолётов «Gulfstream V» G500 и G550 (ивр. טייסת 122‎);
- 131-я транспортная эскадрилья военно-транспортных самолётов «Локхид C-130 Геркулес» (ивр. טייסת 131‎);
- 140-я эскадрилья истребителей «F-16A/B Файтинг Фалкон» (ивр. טייסת 140‎);
- 5700-е подразделение подготовки передовых посадочных площадок (ивр. יחידת ההנחתה הקדמית‎, йехида́т ха-hанхата́ ха-кидми́т; сокращённо יה"ק);
- 757-е погрузочное подразделение (ивр. יחידת ההעמסה‎).